# Fotograf
Fotograf je oseba, ki se profesionalno ukvarja in preživlja s fotografijo. Glede na področje dela ločimo fotografe, ki izdelujejo portrete, komercialne fotografe in fotoreporterje. Pri svojem delu uporablja fotoaparat zato dobro pozna delovanje in funkcije fotografskih naprav in opreme, saj le tako naredi posnetek, kakršnega želi. Fotograf praviloma dela v fotografskem studiu. So pa razmere za delo fotografa odvisne od področja, ki ga pokriva. 
- Fotoreporterji Fotoreporter pogosto potuje na kraj dogodka, kjer po navodilih urednika časopisa posname dogodek zanimiv za bralce. Zato je njegov delovni čas raznolik in prilagojen aktualnim dogodkom. Fotografira v zaprtem prostoru ali na prostem.

- Komercialni fotograf pripravlja fotografije, ki jih založniki natisnejo kot ilustracije v knjigah, izdela reklamne fotografije ali fotografije za plakate. Na željo naročnika naredi fotografijo zapletenih strojnih elementov ali posnetek najnovejše modne kreacije. Pozna različne tehnike fotografiranja in postopke za nadaljnjo obdelavo, kot je sprememba barvne in prostorske kompozicije slike in kontrastov.

- Fotograf-portretist izdeluje fotografije za dokumente ali fotografira posebne dogodke, kot je poroka ali rojstni dan. Nekateri fotografi se posvečajo umetniški fotografiji, lahko pa delajo tudi v znanstveno-raziskovalnih ustanovah ali v turizmu.

## Oprema
- fotoaparat
- različne vrste objektivov
- dodatni pribor k fotoaparatu, motor, nastavek za večje število filmov, daljinski sprožilec
- stojalo, svetlomer, bliskovni pribor
- akumulatorji, razni filtri, večnamenska prosojna snemalna miza
- povečevalnik
- klasična temnica, korito za razvijanje, obarvana svetila
- sušilne omare za filme, sušilni stroji za foto papirje
- posebni noži za rezanje fotografij in priprave za shranjevanje fotografij in filmov v mape.